# 阿塔納姆 (華盛頓州)
阿塔納姆，美国华盛顿州雅基马县的一个普查规定居民点，总人口3,601（2010年），总面积25.1 km2。

## 人口
根据2000年统计，90.77%为白人，0.74%为黑人，1.03%为美洲土著民族，0.45%为亚裔，0.02%为大洋洲族裔, 4.81%为其他种族，另有2.18%为混血族群。